# Женевські конвенції про захист жертв війни

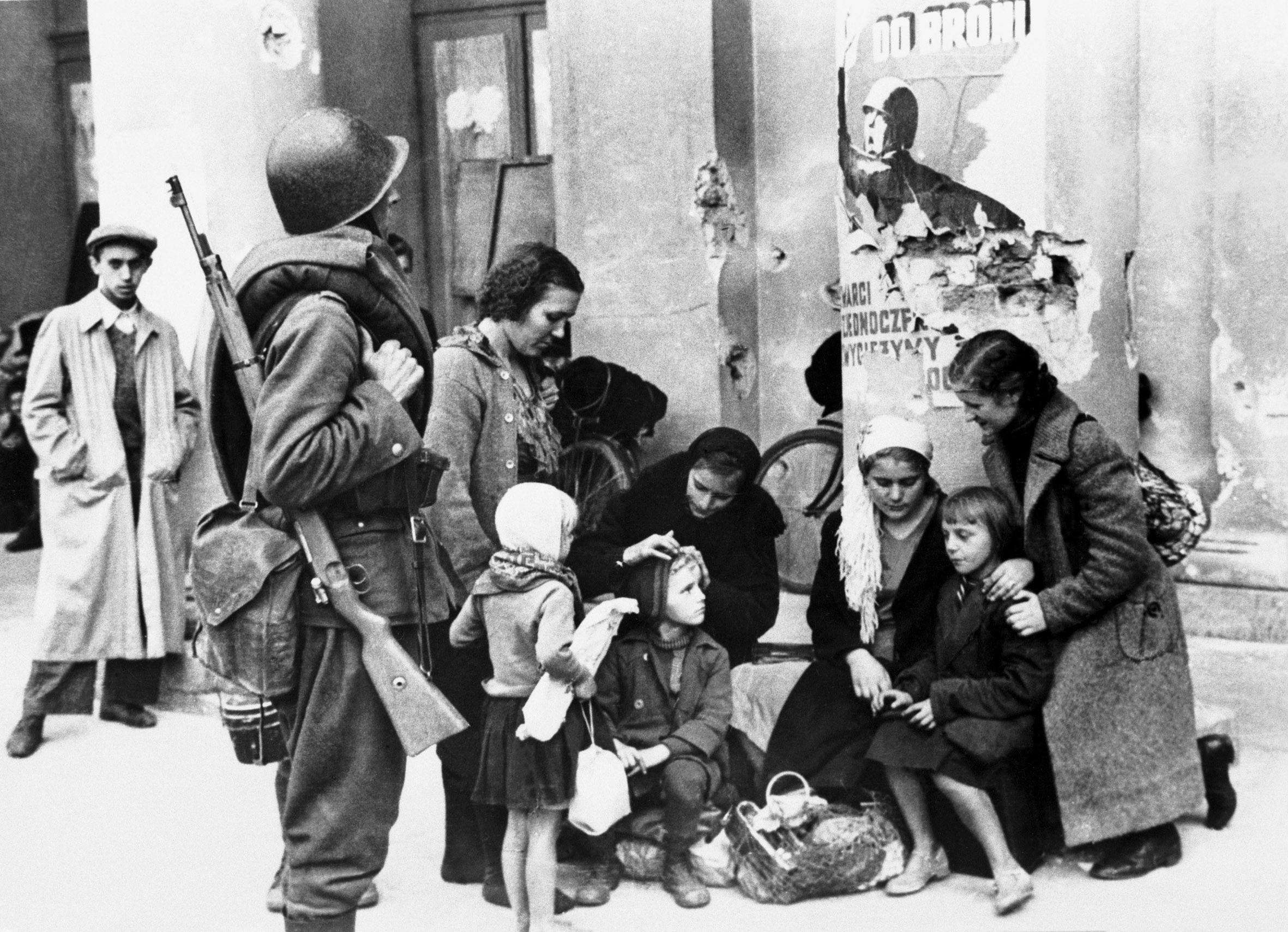
Біженці та солдати у Варшаві, 1939

Женевські конвенції про захист жертв війни — міжнародні багатосторонні угоди в галузі законів і звичаїв війни, спрямовані на захист жертв збройних конфліктів. Підписані 12 серпня 1949 на Дипломатичній конференції ООН, що відбулася в Женеві з 21 квітня по 12 серпня 1949. Набрали чинності 21 жовтня 1950 року.  
До Женевської конвенції приєдналися понад 190 держав, тобто майже всі країни світу.
Українська РСР ратифікувала Женевські конвенції Указом Президії Верховної Ради УРСР від 3 липня 1954 року з набранням ними чинності з 3 січня 1955 року. Офіційний переклад Женевських конвенцій здійснений МЗС України та набрав чинності з 23 лютого 2023 року.

## Конвенції
Женевські конвенції охоплюють чотири універсальних міжнародних договори:
1. Конвенція про поліпшення долі поранених і хворих у регулярних арміях — зобов'язує її учасників збирати на полі бою і надавати допомогу пораненим і хворим супротивника, причому будь-яка дискримінація у відношенні поранених і хворих з причин статі, раси, національності, політичних переконань або релігії забороняється. Усі поранені і хворі, які опинилися у владі супротивника, повинні бути зареєстровані, а дані про них повідомлені тій державі, на боці якої вони боролися. Медичні установи, санітарний персонал і транспорт для перевезення поранених, хворих і санітарного майна користуються захистом, і напад на них забороняється. 
2. Конвенція про поліпшення долі поранених, хворих і осіб, що постраждали в корабельних аваріях, зі складу збройних сил на морі — встановлює правила поводження з хворими та пораненими під час морської війни, аналогічні правилам, передбаченим Конвенцією про поліпшення долі поранених і хворих в регулярних арміях. 
3. Конвенція про поводження з військовополоненими — встановлює правила, яких повинні дотримуватися воюючі сторони при поводженні з військовополоненими. 
4. Конвенція про захист цивільного населення під час війни — передбачає гуманне поводження з населенням, що перебуває на окупованій території, і захищає його права.

## Протоколи
8 червня 1977 року до Женевських конвенцій під егідою Міжнародного комітету Червоного Хреста прийняті два Додаткових протоколи:  
- Протокол I, що стосується захисту жертв міжнародних збройних конфліктів.

- Протокол II, що стосується захисту жертв збройних конфліктів не міжнародного характеру.

У 2005 до Женевської конвенції прийнятий третій Додатковий протокол: 
- Протокол III про введення додаткової відмітної емблеми у вигляді Червоного хреста і Червоного півмісяця.

Женевські конвенції є розвитком міжнародно-правових норм про захист жертв війни, раніше закріплені в Гаазькій конвенції 1899 та 1907 рр. і конвенціях, підписаних в Женеві в 1864, 1906 і 1929 рр. 
Женевські конвенції закріпили основний принцип сучасного міжнародного права: війни ведуться проти збройних сил супротивника; військові дії проти цивільного населення, хворих, поранених, військовополонених тощо забороняються. 
Женевські конвенції застосовуються у разі оголошеної війни або будь-якого збройного конфлікту, навіть якщо одна з воюючих сторін не визнає стану війни, і у разі окупації території, навіть якщо ця окупація не зустріне збройного опору. 
Учасники Женевських конвенцій зобов'язані дотримуватися  положень, якщо супротивна сторона не бере участь у Женевських конвенцій, у своїх діях також буде їх дотримуватися. Положення Женевських конвенцій обов'язкові і для нейтральних країн. 
Женевські конвенції передбачають обов'язок країн-учасниць розшукувати й карати осіб, які скоїли або наказали вчинити будь-які дії, які порушують положення цих конвенцій. Такі особи підлягають суду країни, на території якої вони вчинили злочини, або суду будь-якої країни — учасниці Женевських конвенцій, якщо вона має докази їхньої винуватості.
Серйозним порушенням Женевських конвенцій вважається навмисне вбивство поранених, хворих, військовополонених і цивільного населення, катування і нелюдяне поводження з ними, включаючи біологічні експерименти, нанесення шкоди здоров'ю, примус військовополонених служити в армії супротивника, взяття заручників, серйозне руйнування майна, що не викликано військовою необхідністю тощо. Особи, винні у серйозних порушеннях Женевських конвенцій, розглядаються як воєнні злочинці і повинні притягатися до кримінальної відповідальності. 
Женевські конвенції передбачають порядок розслідування заяв про їхнє порушення і покладають на учасників зобов'язання прийняти закони, які передбачають ефективне кримінальне покарання винних.

## Учасники
Верховна Рада СРСР 4 серпня 1989 року ратифікувала Протокол I із заявою про те, що Союз Радянських Соціалістичних Республік в відповідно до пункту 2 статті 90 Протоколу I визнає лат. ipso facto і без спеціальної угоди щодо будь-якої іншої Високої Договірної Сторони, що бере на себе таке ж зобов'язання, компетенцію комісії (п. 1 постанови ВР СРСР № 330-1).
16 жовтня 2019 року президент рф володимир путін підписав федеральний закон про відкликання ратифікації додаткового протоколу до Женевської конвенції щодо захисту жертв міжнародних збройних конфліктів.
Законом відкликається заява, яка була зроблена СРСР при ратифікації Додаткового протоколу до Женевських конвенцій від 12 серпня 1949 року, що стосується захисту жертв міжнародних збройних конфліктів (Протокол I), прийнятого в Женеві 8 червня 1977 року.
Одночасно з відкликанням заяви про компетенції комісії федеральним законом визнається нечинним на території Російської Федерації пункт 1 постанови Верховної Ради СРСР від 4 серпня 1989 року № 330-1 в частині, що стосується цієї заяви.